# راجان راندو

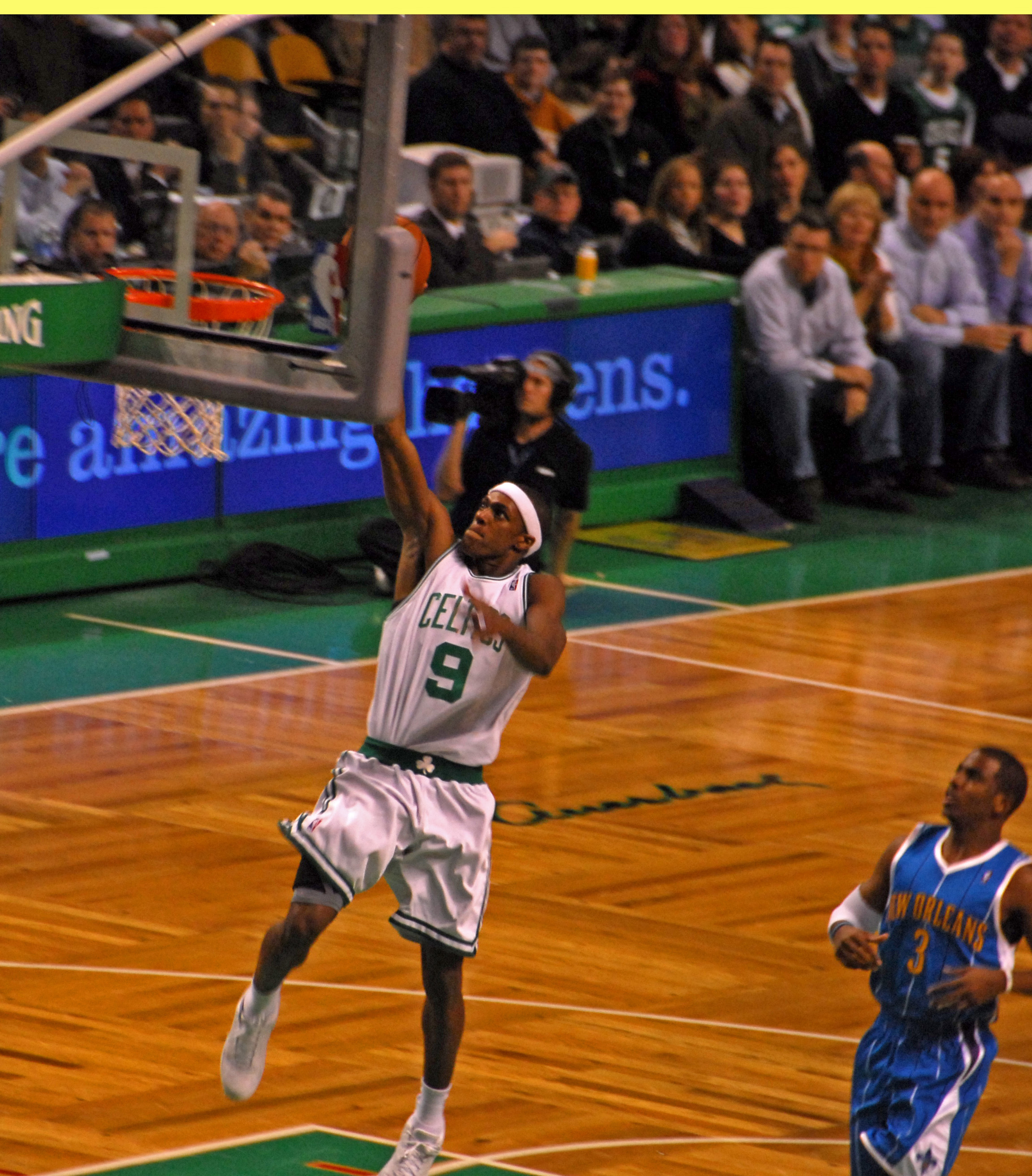

راجان پیر راندو (به انگلیسی: Rajon Pierre Rondo) متولد ۱۹۸۶ میلادی در لویی ویل در کنتاکی بازیکن آمریکایی حرفه‌ای ان بی ای است. او اکنون عضو تیم آتلانتا هاکس است. راندو یک گارد راس است و در سال ۲۰۰۶ در درفت سرتاسری ان بی ای در رتبه ۲۱ توسط فینیکس سانز انتخاب گردید.